# Źródło termalne

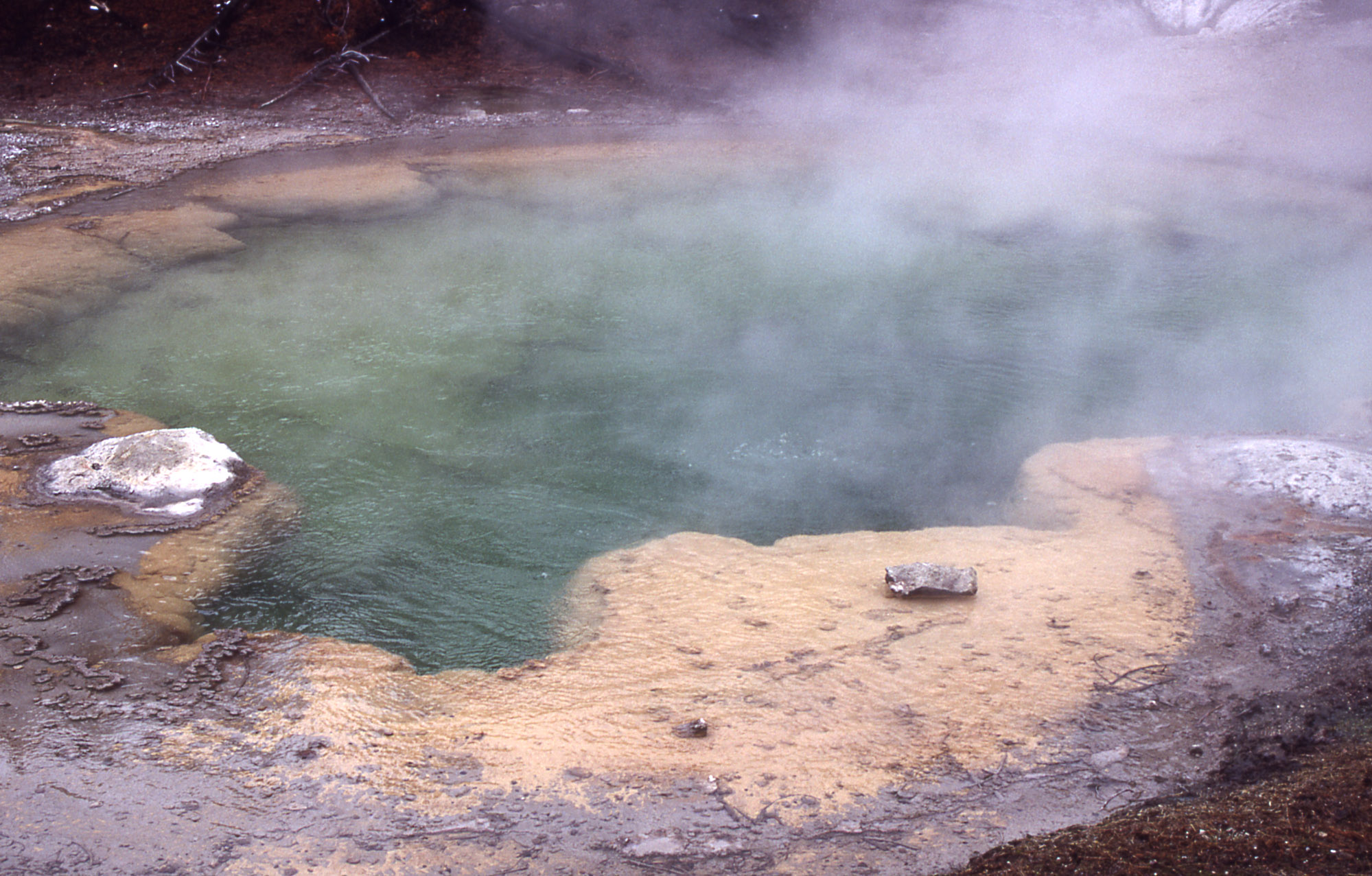
Przykładowe źródło termalne z parku Yellowstone

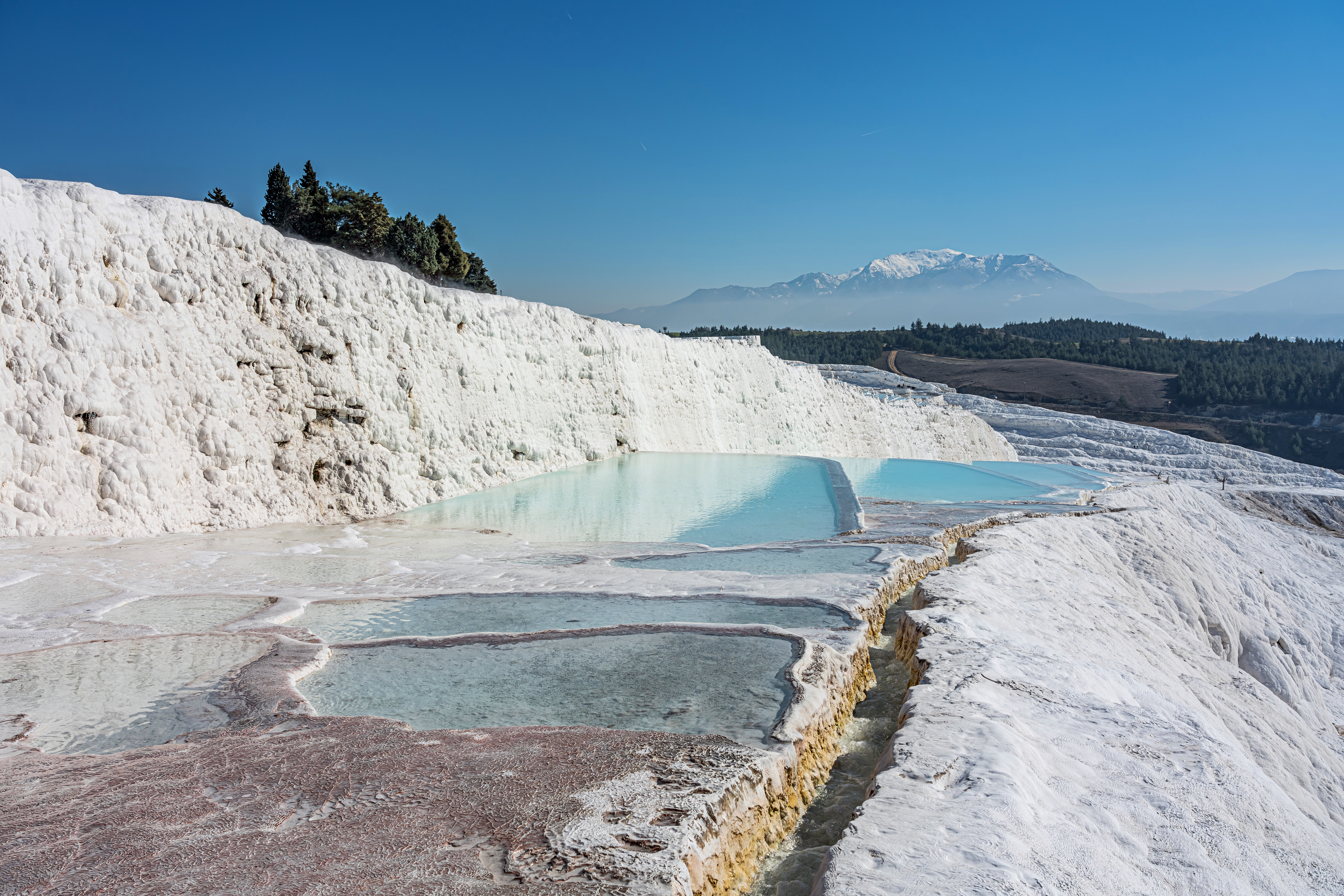
Gorące źródła w Pamukkale, w Turcji

Źródło termalne, źródło ciepłe, źródło gorące, cieplica – źródło, z którego wypływa woda termalna o temperaturze wyższej o co najmniej 5 °C od średniej rocznej temperatury powietrza na danym obszarze (według klasyfikacji hydrogeologicznej) lub wyższej niż 20 °C (według klasyfikacji balneologicznej).
Powstawanie źródeł termalnych związane jest z obszarami współczesnej lub przeszłej aktywności wulkanicznej – Nowa Zelandia, Japonia, Islandia, USA (Park Narodowy Yellowstone), Rosja (Kamczatka) i inne – lub z głęboką infiltracją wód opadowych, ogrzewanych ciepłem Ziemi i wydostających się na powierzchnię pod wpływem ciśnienia hydrostatycznego – Rosja (Kaukaz), Polska (Jaszczurówka koło Zakopanego – średnia temperatura wody 18 °C przy średniej rocznej temperaturze powietrza 4,8 °C; w niektórych uzdrowiskach: Cieplice Śląskie-Zdrój, Lądek-Zdrój i Ciechocinek) i inne.
Szczególnym rodzajem cieplic są gejzery; sztuczne ujęcie (odwiert) wód termalnych określa się jako termę.